# Briefmarken-Jahrgang 1990 der Deutschen Post der DDR
Der Briefmarken-Jahrgang 1990 der Deutschen Post der Deutschen Demokratischen Republik umfasste 62 Sondermarken, einen Briefmarkenblock mit einer Sondermarke, einen Kleinbogen mit vier motivgleichen Sondermarken und neun Dauermarken.
Es gab zwei Zusammendrucke mit insgesamt sechs Briefmarken.

## Besonderheiten
Der Briefmarkenjahrgang 1990 war der letzte in der Geschichte der Deutschen Post der DDR.
Erstmals gab es eine Gemeinschaftsausgabe mit gleichem Motiv, das von fünf europäischen Postverwaltungen (Deutsche Post, Deutsche Bundespost, Deutsche Bundespost Berlin sowie in Belgien und Österreich) zur 500-jährigen europäischen Postgeschichte herausgegeben wurde.
Mit der Währungs-, Wirtschafts- und Sozialunion am 1. Juli 1990 wurden von der Deutschen Post neue Briefmarken in der Währung Deutsche Mark ausgegeben. Auf den Ausgaben selber war dies nicht zu erkennen, da weiterhin nur Ziffern den Wert in Pfennig angaben. Allerdings wurde die Bezeichnung DDR auf den Marken durch Deutsche Post ersetzt. Alle bis dahin erschienenen noch gültigen Ausgaben der DDR-Post (Ausgaben ab dem Jahr 1964, die 2-Mark-Werte der Dauermarkenserie „Staatspräsident Wilhelm Pieck“ und die seit 1961 erschienene Dauermarkenserie Staatsratsvorsitzender Walter Ulbricht), die ursprünglich unbegrenzt postalisch verwendbar waren, verloren mit der Wiedervereinigung nach dem 2. Oktober 1990 ihre Gültigkeit. Zu keinem Zeitpunkt waren Mischfrankaturen von DDR-Marken in Ost-Mark-Währung und Marken der Deutschen Bundespost (und Bundespost Berlin) zulässig.
Die nach dem 1. Juli 1990 ausgegebenen Marken waren bis zum 31. Dezember 1991 auch im sogenannten „Verkehrsgebiet West“ (Alte Bundesländer und West-Berlin) gültig, die der Deutschen Bundespost und der Deutschen Bundespost Berlin ebenso im „Verkehrsgebiet Ost“ (DDR bzw. Neue Bundesländer).
Einen Tag vor der Wiedervereinigung Deutschlands wurden die letzten sechs Marken mit der Bezeichnung „Deutsche Post“ ausgegeben.
Für Philatelisten ist dieses Sammelgebiet damit abgeschlossen.

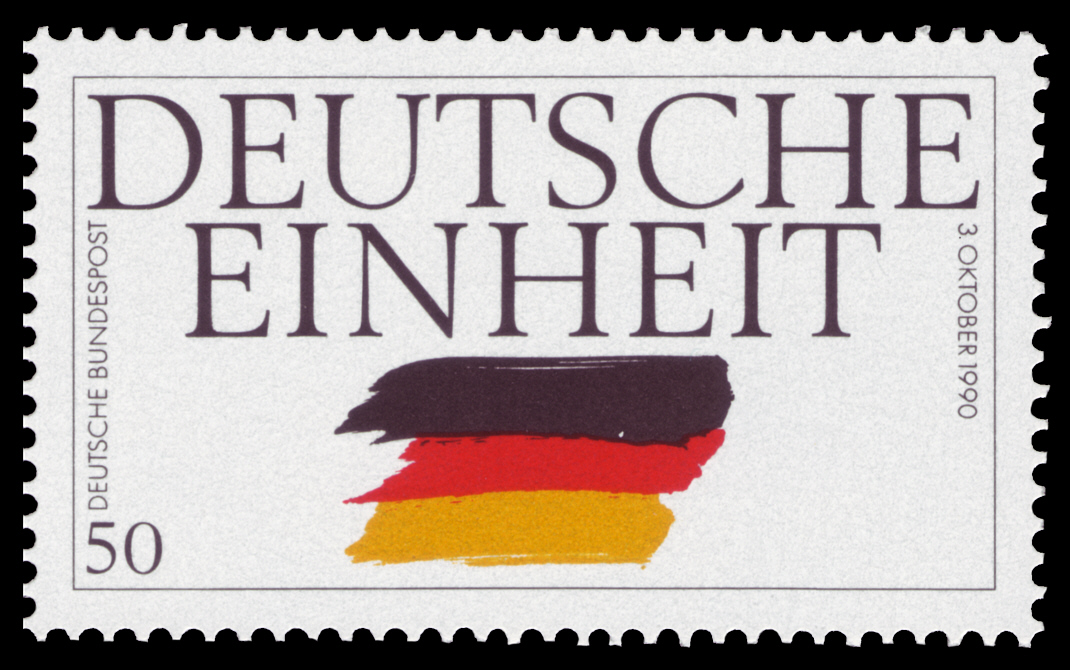
Erste gesamtdeutsche Briefmarke zur Wiedervereinigung

Die nächste deutsche Briefmarke erschien am 3. Oktober 1990 aus Anlass der Wiedervereinigung (Tag der Deutschen Einheit) und stellt die erste gesamtdeutsche Ausgabe dar.

## Liste der Ausgaben und Motive
Legende
- Bild: Eine bearbeitete Abbildung der genannten Marke. Das Verhältnis der Größe der Briefmarken zueinander ist in diesem Artikel annähernd maßstabsgerecht dargestellt. Sollten keine Marken abgebildet sein, liegt es daran, dass das Urheberrecht des Künstlers noch nicht erloschen ist.
- Beschreibung: Eine Kurzbeschreibung des Motivs und/oder des Ausgabegrundes. Bei ausgegebenen Serien oder Blocks werden die zusammengehörigen Beschreibungen mit einer Markierung versehen eingerückt.
- Wert: Der Frankaturwert der einzelnen Marke in Pfennig. Ein „+“ bedeutet, dass es sich um eine Zuschlagsmarke handelt (= Frankaturwert + Spende).
- Ausgabedatum: Das Datum des erstmaligen Verkaufs dieser Briefmarke.
- Auflage: Soweit bekannt, wird hier die zum Verkauf angebotene Anzahl dieser Ausgabe angegeben.
- Entwurf: Soweit bekannt, wird hier angegeben, von wem der Entwurf dieser Marke stammt.
- Mi.-Nr.: Diese Briefmarke wird im Michel-Katalog unter der entsprechenden Nummer gelistet.

| Bild | Beschreibung | Wert         | Ausgabe- datum (1990) | Auflage              | Entwurf                          | Mi.-Nr.      |
| Sondermarken | Sondermarken | Sondermarken | Sondermarken          | Sondermarken         | Sondermarken                     | Sondermarken |
| --- | --- | ------------ | --------------------- | -------------------- | -------------------------------- | ------------ |
| | Die Biene (Apis mellifica) auf - Apfelblüte | 5            | 9. Januar             | 6.000.000            | Ursula Abramowski-Lautenschläger | 3295         |
| | - Blühendes Heidekraut | 10           | 9. Januar             | 32.000.000           | Ursula Abramowski-Lautenschläger | 3296         |
| | - Rapsblüte | 20           | 9. Januar             | 8.000.000            | Ursula Abramowski-Lautenschläger | 3297         |
| | - Rotklee | 50           | 9. Januar             | 2.100.000            | Ursula Abramowski-Lautenschläger | 3298         |
| | 500 Jahre Internationale Postverbindungen in Europa (I) „Der kleine Postreiter“, Stich von Albrecht Dürer                                                                                         | 35           | 12. Januar            | 4.000.000            | Bundesdruckerei Berlin           | 3299         |
| | Persönlichkeiten der deutschen Arbeiterbewegung (XVI) - Bruno Leuschner (1910–1965), Gewerkschaftsführer und Widerstandskämpfer                                                                   | 10           | 16. Januar            | 20.000.000           | Gerhard Stauf                    | 3300         |
| | Persönlichkeiten der deutschen Arbeiterbewegung (XVI) - Erich Weinert (1890–1953), Schriftsteller                                                                                                 | 10           | 16. Januar            | 20.000.000           | Gerhard Stauf                    | 3301         |
| | Historische Posthausschilder - Fürstliche Thurn- und Taxissche Lehnspost-Expedition des Fürstentums Schwarzburg-Rudolstadt, Blankenburg                                                           | 10           | 6. Februar            | 24.000.000           | Jochen Bertholdt                 | 3302         |
| | - Königlich-Sächsische Briefsammlung (um 1830) | 20           | 6. Februar            | 8.000.000            | Jochen Bertholdt                 | 3303         |
| | - Kaiserliche Postagentur (um 1880) | 50           | 6. Februar            | 3.000.000            | Jochen Bertholdt                 | 3304         |
| | - Posthülfstelle des Landpostdienstes (um 1900) | 110          | 6. Februar            | 2.100.000            | Jochen Bertholdt                 | 3305         |
| | Die folgenden vier Marken wurden als Zusammendruck in Viererblockanordnung ausgegeben: - Fürstliche Thurn- und Taxissche Lehnspost-Expedition des Fürstentums Schwarzburg-Rudolstadt, Blankenburg | 10           | 6. Februar            | 2.100.000            | Jochen Bertholdt                 | 3306         |
| | - Königlich-Sächsische Briefsammlung (um 1830) | 20           | 6. Februar            | 2.100.000            | Jochen Bertholdt                 | 3307         |
| | - Kaiserliche Postagentur (um 1880) | 50           | 6. Februar            | 2.100.000            | Jochen Bertholdt                 | 3308         |
| | - Posthülfstelle des Landpostdienstes (um 1900) | 110          | 6. Februar            | 2.100.000            | Jochen Bertholdt                 | 3309         |
| | 150. Geburtstag von August Bebel | 20           | 20. Februar           | 8.000.000            | Kraus                            | 3310         |
| | Historische Flugmodelle, Europäische Luftpostausstellung „Lilienthal '91“ - Entwurf eines Schwingflügel-Flugzeugs von Leonardo da Vinci                                                           | 20           | 20. Februar           | 8.000.000            | Joachim Rieß                     | 3311         |
| | - Entwurf eines Schwingflügel-Flugzeugs von Melchior Bauer | 35+5         | 20. Februar           | 3.500.000            | Joachim Rieß                     | 3312         |
| | - Schwingflügel-Flugzeug von Albrecht Ludwig Berblinger | 50           | 20. Februar           | 3.000.000            | Joachim Rieß                     | 3313         |
| | - Normal-Segelapparat von Otto Lilienthal | 90           | 20. Februar           | 2.100.000            | Joachim Rieß                     | 3314         |
| | Wir sind das Volk (siehe Montagsdemonstrationen 1989/1990 in der DDR) Nikolaikirche Leipzig, Demonstranten, Stadtwappen                                                                           | 35+15        | 28. Februar           | 7.200.000            | Grit Fiedler (Idee: Köhler)      | 3315         |
| | Leipziger Frühjahrsmesse - Siegel des Messeprivilegs von 1268 | 70           | 6. März               | 3.000.000            | Oswin Volkamer                   | 3316         |
| | - Siegel des Messeprivilegs von 1497 | 85           | 6. März               | 2.300.000            | Oswin Volkamer                   | 3317         |
| | Museum für Deutsche Geschichte im Zeughaus Berlin - Kopf eines sterbenden Kriegers, Schlusssteinrelief einer Fensterwölbung am Zeughaus von Andreas Schlüter                                      | 40           | 6. März               | 3.000.000            | Ebert                            | 3318         |
| | - Kopf eines sterbenden Kriegers, Schlusssteinrelief einer Fensterwölbung am Zeughaus von Andreas Schlüter                                                                                        | 70           | 6. März               | 2.100.000            | Ebert                            | 3319         |
| | Bedeutende Persönlichkeiten (XII) - Friedrich Adolph Wilhelm Diesterweg (1790–1866), Pädagoge | 10           | 20. März              | 8.000.000            | Detlef Glinski                   | 3320         |
| | - Kurt Tucholsky (1890–1935), Schriftsteller | 10           | 20. März              | 8.000.000            | Detlef Glinski                   | 3321         |
| | 100 Jahre Tag der Arbeit - Historisches Mai-Schmuckblatt (um 1890) | 10           | 3. April              | 8.000.000            | Ekkehart Haller                  | 3322         |
| | - Rote Nelke | 20           | 3. April              | 8.000.000            | Ekkehart Haller                  | 3323         |
| | 100 Jahre Museum für Naturkunde der Humboldt-Universität Berlin - Dicraeosaurus hansemanni | 10           | 17. April             | 8.000.000            | Ulrike Lange                     | 3324         |
| | Diese Marke wurde auch als Kleinbogen ausgegeben: - Kentrurosaurus aethiopicus | 25           | 17. April             | 4.000.000 +8.000.000 | Ulrike Lange                     | 3325         |
| | - Dysalotosaurus lettow-vorbecki | 35           | 17. April             | 4.000.000            | Ulrike Lange                     | 3326         |
| | - Brachiosaurus brancai | 50           | 17. April             | 3.000.000            | Ulrike Lange                     | 3327         |
| | - Schädel des Brachiosaurus | 85           | 17. April             | 2.000.000            | Ulrike Lange                     | 3328         |
| | 150 Jahre Briefmarken - Marke Großbritannien, Mi.-Nr. 1 | 20           | 8. Mai                | 8.000.000            | Manfred Gottschall               | 3329         |
| | - Marke Sachsen, Mi.-Nr. 1 | 35+15        | 8. Mai                | 4.000.000            | Manfred Gottschall               | 3330         |
| | - Die erste Briefmarke der DDR, Mi.-Nr. 242 | 110          | 8. Mai                | 2.000.000            | Manfred Gottschall               | 3331         |
| | 125 Jahre Internationale Fernmeldeunion (UIT) - Typendruck-Telegraph (1855) von David Edward Hughes                                                                                               | 10           | 15. Mai               | 24.000.000           | Joachim Rieß                     | 3332         |
| | - Verteilergestänge für Telefonleitungen am Postamt Köpenick | 20           | 15. Mai               | 8.000.000            | Joachim Rieß                     | 3333         |
| | - Fernseh- und UKW-Turm und Senderegie (Rundfunk) | 25           | 15. Mai               | 4.000.000            | Joachim Rieß                     | 3334         |
| | - Nachrichtensatellit vom Typ Molnija vor Erdkugel | 50           | 15. Mai               | 2.000.000            | Joachim Rieß                     | 3335         |
| | Diese Marke erschien als Briefmarkenblock: - Philipp Reis, Erfinder des Telefons | 70           | 15. Mai               | 2.000.000            | Joachim Rieß                     | 3336         |
| | 70. Geburtstag von Papst Johannes Paul II. | 35           | 15. Mai               | 4.000.000            | Joachim Rieß                     | 3337         |
| | 11. Briefmarkenausstellung der Jugend, Halle Diese und die folgende Marke wurden als Zusammendruck mit einem dazwischenliegenden Zierfeld ausgegeben: - Halle, Anfang 18. Jahrhundert             | 10+5         | 5. Juni               | 3.000.000            | Joachim Rieß                     | 3338         |
| | - Historische und moderne Gebäude in Halle | 20           | 5. Juni               | 3.000.000            | Joachim Rieß                     | 3339         |
| | Kostbarkeiten in Bibliotheken der DDR - Ordensregeln der Ritter des Hospitals St. Marien des deutschen Hauses in Jerusalem (1264)                                                                 | 20           | 19. Juni              | 8.000.000            | Ralf-Jürgen Lehmann              | 3340         |
| | - Rudimentum novitiorum, Lübeck (1475) | 25           | 19. Juni              | 4.000.000            | Ralf-Jürgen Lehmann              | 3341         |
| | - Nizami, Chosrou wa Scherin, Persien (18. Jahrhundert) | 50           | 19. Juni              | 3.000.000            | Ralf-Jürgen Lehmann              | 3342         |
| | - Einband aus der Musikbibliothek der Prinzessin Anna Amalia von Preußen, (18. Jahrhundert) | 110          | 19. Juni              | 2.100.000            | Ralf-Jürgen Lehmann              | 3343         |
| Nach dem Vollzug der Währungsunion mit der BRD am 1. Juli 1990 wurden die folgenden Marken in der Währung Deutsche Mark und nicht in Mark ausgegeben | |              |                       |                      |                                  |              |
| | Internationales Jahr der Alphabetisierung - Buchstaben verschiedener Schriften | 30+5 (DM)    | 24. Juli              | 3.000.000            | Manfred Gottschall               | 3353         |
| | 500 Jahre Internationale Postverbindungen in Europa (II) - Briefbote (Kartenspiel aus dem 15. Jahrhundert), Briefbote (um 1486)                                                                   | 30 (DM)      | 28. August            | 8.000.000            | Joachim Rieß                     | 3354         |
| | - „Der kleine Postreiter“, Stich von Albrecht Dürer (um 1590) | 50 (DM)      | 28. August            | 8.000.000            | Joachim Rieß                     | 3355         |
| | - Kutschwagen (um 1595), Postwagen (1750) | 70 (DM)      | 28. August            | 5.000.000            | Joachim Rieß                     | 3356         |
| | - Bahnpostwagen (1872), Bahnpostwagen (um 1900) | 100 (DM)     | 28. August            | 3.500.000            | Joachim Rieß                     | 3357         |
| | Wiederaufbau der Neuen Synagoge Berlin - Louis Lewandowski, Komponist | 30 (DM)      | 18. September         | 8.000.000            | Gudrun Lenz                      | 3358         |
| | - Neue Synagoge Berlin (Centrum Judaicum) | 50+15 (DM)   | 18. September         | 4.000.000            | Gudrun Lenz                      | 3359         |
| | Kongreß der Internationalen Astronautischen Föderation (IAF), Dresden - Bauwerke in Dresden | 30 (DM)      | 2. Oktober            | 6.000.000            | Detlef Glinski                   | 3360         |
| | - Erde | 50 (DM)      | 2. Oktober            | 9.000.000            | Detlef Glinski                   | 3361         |
| | - Mond | 70 (DM)      | 2. Oktober            | 9.000.000            | Detlef Glinski                   | 3362         |
| | - Mars | 100 (DM)     | 2. Oktober            | 4.500.000            | Detlef Glinski                   | 3363         |
| | 100. Todestag von Heinrich Schliemann - Doppelhenkelbecher, Troja | 30 (DM)      | 2. Oktober            | 5.000.000            | Grit Fiedler                     | 3364         |
| | - Doppelgefäß, Troja | 50 (DM)      | 2. Oktober            | 9.000.000            | Grit Fiedler                     | 3365         |
| Dauermarken | |              |                       |                      |                                  |              |
| | Dauermarkenserie: Bauwerke und Denkmäler - Albrechtsburg und Dom, Meißen | 10 (DM)      | 2. Juli               | 170.000.000          | Hans Detlefsen                   | 3344         |
| | - Goethe-Schiller-Denkmal, Weimar | 30 (DM)      | 2. Juli               | 283.640.000          | Hans Detlefsen                   | 3345         |
| | - Brandenburger Tor, Berlin | 50 (DM)      | 2. Juli               | 352.240.000          | Hans Detlefsen                   | 3346         |
| | - Kyffhäuser-Denkmal | 60 (DM)      | 2. Juli               | 55.000.000           | Hans Detlefsen                   | 3347         |
| | - Semper-Oper, Dresden | 70 (DM)      | 2. Juli               | 75.000.000           | Hans Detlefsen                   | 3348         |
| | - Sanssouci, Potsdam | 80 (DM)      | 2. Juli               | 50.500.000           | Hans Detlefsen                   | 3349         |
| | - Wartburg, Eisenach | 100 (DM)     | 2. Juli               | 45.000.000           | Hans Detlefsen                   | 3350         |
| | - Dom, Magdeburg | 200 (DM)     | 2. Juli               | 80.000.000           | Hans Detlefsen                   | 3351         |
| | - Schloß, Schwerin | 500 (DM)     | 2. Juli               | 25.500.000           | Hans Detlefsen                   | 3352         |

Es gibt keine Kleinbogen und Zusammendrucke